# Den flyvende Cirkus
Den flyvende Cirkus è un film del 1912, diretto da Alfred Lind, con Lilli Beck. 

## Trama
Laurento, il funambolo di un circo appena arrivato in una piccola cittadina, e la figlia del sindaco, Erna, sviluppano un'attrazione reciproca, suscitando la gelosia di Ulla, l'incantatrice di serpenti. Quando la casa del sindaco prende fuoco sarà Laurento l'unico in grado di trarre in salvo Erna, proprio sfruttando le proprie capacità professionali. Ma il sindaco non vuole saperne di concedere la mano della figlia ad una persona di condizioni economico-sociali così basse come quelle del funambolo.
Così Laurento escogita un'azione vistosa per attrarre l'attenzione e, possibilmente, far cambiare idea al sindaco: salirà sull'alto campanile della chiesa, partendo da terra, camminando su una fune. Ma prima che il funambolo inizi questo suo numero, un grosso serpente fugge alla custodia di Ulla e si rintana proprio sulla torre campanaria: così quando Laurento giunge al campanile, ad attenderlo c'è il pericoloso rettile. Erna chiama Ulla, e, nell'attesa che arrivi, sale sul campanile e ritira il serpente, di modo che Laurento possa finire l'esibizione. Laurento ed Erna si trovano quindi sul campanile senza sapere come gestire il serpente: arriva allora Ulla che lo prende in consegna. Laurento richiede ed ottiene l'applauso della folla per la sua salvatrice, Erna.
Il sindaco ora acconsente all'unione della figlia con Laurento, mentre il circo lascia la cittadina, in una carovana di carrozzoni seguita a piedi da Ulla, sconsolata ma fatalista.